# Das Schützenfest
Das Schützenfest (niederländisch: Het Schuttersfeest) ist ein Tafelgemälde eines unbekannten Künstlers mit dem Notnamen Meister von Frankfurt, das um 1493 entstand und von Peter Gawerele in Auftrag gegeben wurde. Es gehört zur Sammlung des Königlichen Museums der Schönen Künste in Antwerpen und trägt dort die Inventarnummer 529. Die Tafel misst 176 mal 141 cm.

## Kontext
Zu Beginn des 14. Jahrhunderts bildeten sich in mehreren flämischen und brabantischen Städten Bogenschützengilden. Diese organisierten monatliche Schießwettbewerbe (maen(t)schut) und von Zeit zu Zeit auch größere Wettbewerbe (landjuwelen), die den siegreichen Teilnehmern großes Prestige einbrachten. Sie waren sowohl für die Übung der Schützen nützlich wie auch eine Unterhaltungsmöglichkeit für die städtische Bevölkerung. Die Wettkämpfe endeten stets mit einem Volksfest mit Musik, Gesang, Theaterstücken und Tanz.
Schützenfeste waren oft Gegenstand der Kunst des 15. Jahrhunderts und griffen zunehmend profane, also nichtreligiöse Themen auf. Früheste Spuren nichtreligiöser Kunst stammen aus dem 13. Jahrhundert, die hauptsächlich für adlige Auftraggeber in Form von Wandmalereien und Wandteppichen angefertigt wurden. Ein Großteil dieser profanen Kunst ging im Laufe der Zeit verloren. Kunsthistoriker konnten jedoch einige Stücke anhand von (Nachlass-)Beschreibungen rekonstruieren.
Das Gemälde unterscheidet sich deutlich von den Werken seiner Zeitgenossen. Einerseits sind nur wenige Gemälde mit profanen Inhalten aus dem 15. Jahrhundert überliefert, andererseits weicht die Raumauffassung in diesem Werk stark von zeitgenössischen Konventionen ab. Der Meister von Frankfurt setzte den Horizont relativ hoch an und füllte das Bild mit Figuren und Vegetation. Dies sind Aspekte, die auf den Einfluss der Tapisseriekunst hinweisen. Vermutlich wollte der Künstler einen ausdrücklichen Bezug zu dieser äußerst kostbaren Kunstform herstellen. Diese Tapisserien wurden hauptsächlich in Adelshäusern aufgehängt. Da die Antwerpener Bogenschützengilden stark mit dem Adel konkurrierten, ahmten sie in diesem Gemälde wahrscheinlich diese luxuriöse Kunstform nach. Somit vermittelt dieses Werk eine Vorstellung von den Kunstaufträgen und Zielen, die das städtische Patriziat im Spätmittelalter verfolgte.
Über die Identität des Auftraggebers dieses Gemäldes ist spekuliert worden. Der Jesuitenpater Daniel Papebroch, der das Gemälde in seinem ursprünglichen Rahmen sehen konnte, glaubte, dass es sich um Peter de Gamerele handelte. Ihm zufolge war dieser Name nämlich in spätgotischer Minuskelschrift auf dem Rahmen geschrieben. Es handelte sich jedoch um eine schwierig lesbare Schrift, in der sich die Buchstaben uu, m und w für ungeübte Leser sehr ähnlich waren. Da in den Antwerpener Quellen ein Peter de Gamerele nicht erwähnt wird, ist davon auszugehen, dass Papebroch den Namen falsch transkribierte und es sich tatsächlich um Peter de Gawerele handelte. Dieser war ein Mitglied einer bekannten Antwerpener Familie des 15. und 16. Jahrhunderts.

## Beschreibung
Das Schützenfest ist sowohl eine realistische als auch allegorisch übertragende Darstellung. Das großformatige Gemälde mit aufwändiger Ikonografie zeigt eine Schützengesellschaft aus vier Fuß- und Handbogenvereinen. Jede Burg im Hintergrund steht für eine Zunft. Das Glasfenster in der oberen rechten Ecke zeigt das Wappen der Stadt Antwerpen, was bestätigt, dass es sich um die Antwerpener Bogenschützen handelt. Das Fest, vielleicht eine Hochzeitsfeier eines der Zunftmitglieder, findet in einem privaten Hof statt. Dieser symbolisiert das Paradies. Das Motiv, das dem biblischen Hohelied entnommen ist, stellt das Gefühl der Brüderlichkeit und den städtischen Zusammenhalt der Zünfte perfekt dar.
Die Struktur des Gemäldes ist verwirrend, da vor allem die Figuren sehr eng aneinandergereiht sind. Der Garten unten in der Bildmitte ist überfüllt mit Wachen, Zunftmitgliedern und Narren in der Bildmitte und in den Bäumen. Die Narren führen einen, von einem afrikanischen Trommler in weißem Wams, kurzer Hose mit hellen Strümpfen, begleiteten Moriskentanz auf. Die Frau mit dem Apfel, heraldisch links vom Prinzen, wählt am Ende des exotischen Tanzes einen Tänzer aus der Gesellschaft aus. Nach Vandenbroeck war die Moresca ein therapeutischer, tranceartiger Tanz oder ein Ritual, das ursprünglich Wahnsinn und Funktionsstörungen geheilt haben soll. Der Tanz war in ganz Europa unter verschiedenen Namen bekannt. In Rumänien ist der Tanz als Calus, in Ungarn als Boritza, im Salento (Süditalien) als Tarantela bekannt und soll heute in nord- und westafrikanischen Ritualen aufgeführt werden. Diese Bedeutung war dem Künstler des 15. Jahrhunderts möglicherweise nicht bewusst. Für ihn und seine Zeitgenossen stellte er lediglich eine höfische und bürgerliche Unterhaltung dar.
Im Bildzentrum sitzt ein wohlhabend gekleideter Mann auf einem Thron. Er ist möglicherweise der Fürst des Festes, der den Wettbewerb gewonnen hat. Auf dem Baldachin über seinem Kopf prangt ein goldener Schlüssel, der anzeigt, dass das Essen für die Gäste kostenlos war. Dabei überrascht nicht, dass im unteren Bildteil Menschen versuchen, durch den Holzzaun in den Garten zu gelangen.

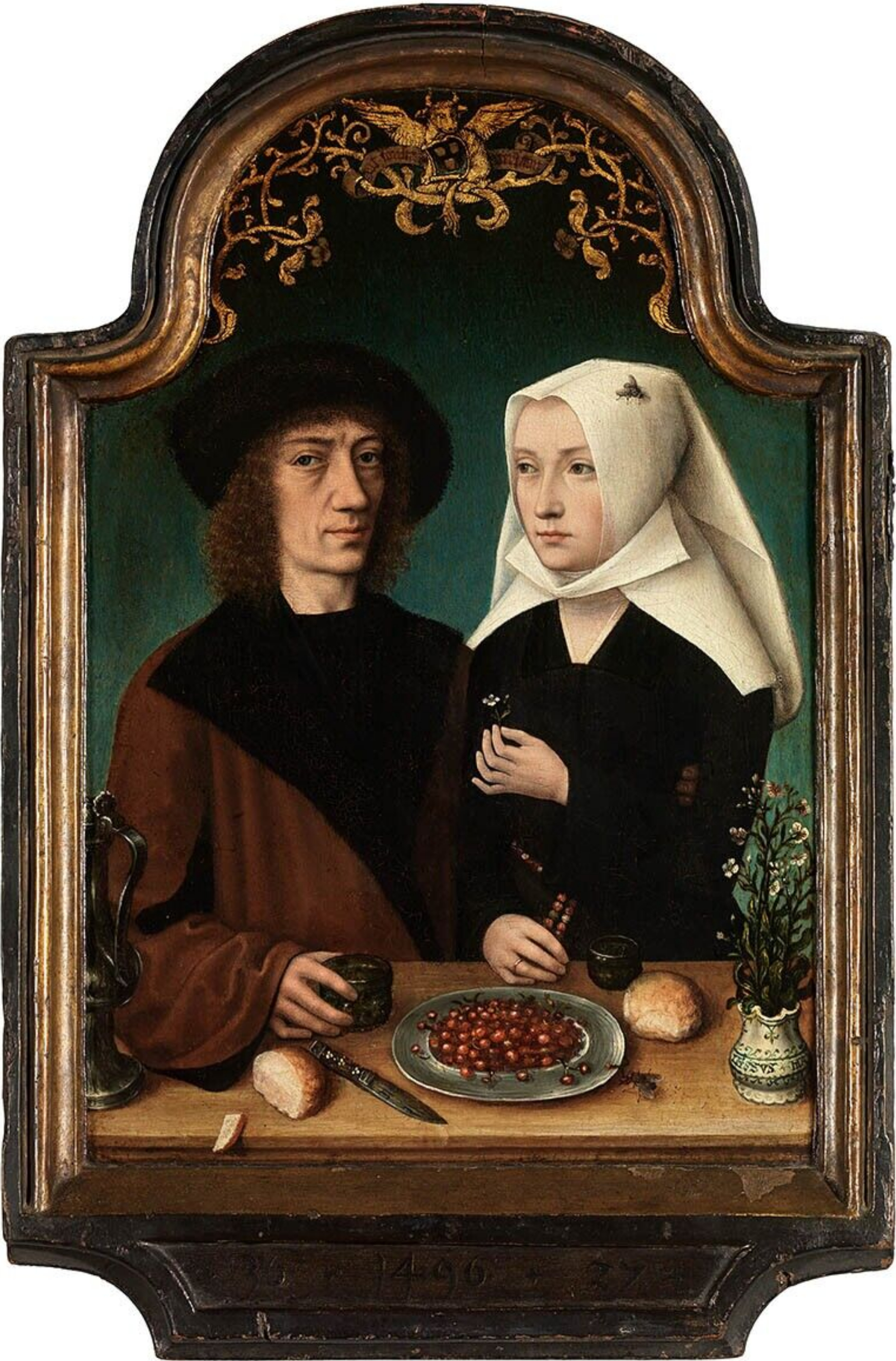
Selbstporträt des Künstlers mit seiner Frau von 1496

Das Fest erhält durch die vielen intimen Paare einen eindeutig erotischen Charakter. Auch die Tatsache, dass sie Früchte pflücken, deutet nach Vandenbroek in diese Richtung. Auf diesem Tafelgemälde stellt sich der Maler mit seiner Frau unterhalb der Bildmitte wie in einem Selbstbildnis dar. Der Maler mit pelzverbrämten Mantel und Hut in Begleitung einer Frau im weißen Überkleid mit Hund. Die südländisch aussehende, junge Frau legt ihm die Hand auf die Schulter. Der Maler stellt sich hier als Musiker mit Kastenzither (Hackbrett) und Schlägel dar und schaut als einziger der abgebildeten Personen den Betrachter direkt an. Der Notname des unbekannten Meisters von Frankfurter geht auf zwei Altarbilder aus Frankfurt am Main zurück, die Kreuzigung Christi von 1500–1504 und den Annenaltar aus dem Frankfurter Dominikanerkloster von 1505. Die Darstellungen auf dem Selbstporträt des Künstlers mit seiner Frau von 1496, des Annanaltars und dieses Schützenfestes weisen große Gemeinsamkeiten auf. Vandenbroek meint dagegen das diese südländische Dame des Schützenfestes nicht die Frau des Künstlers sei, ohne sie näher identifizieren zu können.
Bei der Restaurierung des Gemäldes im Jahr 2005 stellte sich heraus, dass es sich bei dem horizontal verlaufenden Streifen in der Mitte des Bildes nicht um einen Kratzer, sondern um einen Vogelschiss handelt, den die auf dem linken Arm des blau-roten Narren sitzende Krähe, direkt auf das Auge des weißen Narren absetzt.